# Sosnowiec-Pieńki
Pour l’article homonyme, voir Sosnowiec (homonymie).
Sosnowiec-Pieńki est une localité polonaise de la gmina de Stryków, située dans le powiat de Zgierz en voïvodie de Łódź.